# Gangsta (Kehlani)
Gangsta è un singolo della cantante statunitense Kehlani, inciso per la colonna sonora del film Suicide Squad e pubblicato il 1º agosto 2016.

## Tracce
Testi e musiche di Kehlani Parrish, Skylar Grey, Andrew Swanson, Jeremy Coleman, Jason Evigan e Jacob Luttrell.
1. Gangsta – 2:57